# Хобарт (Њујорк)
Хобарт (енгл. Hobart) град је у америчкој савезној држави Њујорк.

## Демографија
По попису из 2010. године број становника је 441, што је 51 (13,1%) становника више него 2000. године.
| Група             | 2000.       | 2010.       |
| Белци             | 366 (93,8%) | 411 (93,2%) |
| Афроамериканци    | 15 (3,8%)   | 11 (2,5%)   |
| Азијати           | 2 (0,5%)    | 1 (0,2%)    |
| Хиспаноамериканци | 2 (0,5%)    | 12 (2,7%)   |
| Укупно            | 390         | 441         |